# Hannerl und ihre Liebhaber
Hannerl and Her Lovers er en tysk stumfilm fra 1921 af Felix Basch.

## Medvirkende
- Gretl Basch som Hannerl Thule
- Felix Basch som Jan Robulja
- Ernst Deutsch som Priester
- Rosa Valetti som Wahrsagerin
- Arnold Korff som Von den Busch
- Karl Beckersachs
- Irmgard Bern